# Габлая, Рамин Заурович
Рамин Заурович Габлая (род. 25 июля 1968 Очамчира, Абхазская АССР) — генерал-майор милиции, бывший первый заместитель министра внутренних дел Республики Абхазия (с 12 августа 2010 по 22 сентября 2010 года — исполняющий обязанности министра внутренних дел), начальник Государственной миграционной службы Республики Абхазия (15 июля 2020 — 18 апреля 2025).

## Биография
Родился 25 июля 1968 года в посёлке Очамчира, Абхазской АССР в абхазской семье.
В 1995 году окончил юридический факультет Абхазского государственного университета.
С 1986 по 1988 годы служил в рядах Вооруженных сил.
Со 2 января 1989 года продолжил службу в рядах войск Министерства внутренних дел в должности оперативного дежурного ОВО Гулрипшского РОВД. За время службы в МВД поощрялся 6 раз (правительственных наград не имеет).
Со 2 января 1993 года в должности оперуполномоченного ОУР Сухумского РОВД, а с 7 октября 1993 года в должности старшего оперуполномоченный ОУР Гулрипшского РОВД.
С 14 апреля 1994 года назначен начальником ОУР Гулрипшского РОВД, а с 13 марта 1997 года — на должность заместителя начальника ОУР УВД г. Сухум.
С 12 марта 1998 года трудился в должности начальника отдела по борьбе с имущественными преступлениями УУР МВД РА.
25 марта 1998 года назначен на должность старшего оперуполномоченного по ОВД отдела по борьбе с имущественными преступлениями УУР МВД РА, а с 28 декабря 2000 года — начальник отдела по борьбе с имущественными преступлениями УУР МВД РА.
С 4 июня 2003 года трудился заместителем начальника УУР МВД РА.
11 марта 2005 года назначен начальником Гулрипшского РОВД.
С 26 мая 2006 года в должности начальника УВД г. Сухум.
22 января 2009 года назначен заместителем начальника штаба МВД РА, а с 1 июля 2009 года — исполняющим обязанности первого заместителя министра ВД РА.
С 30 июля 2009 года — первый заместитель министра ВД Республики Абхазия.
С 12 августа 2010 по 22 сентября 2010 года указом президента Абхазии временно исполнял обязанности министра внутренних дел Республики Абхазия.
С 23 сентября 2010 года исполняет обязанности первого заместителя министра внутренних дел Республики Абхазия.
15 июля 2020 года назначен начальником Государственной миграционной службы Республики Абхазия.
21 октября 2020 года было присвоено воинское звание «генерал-майор».